# Samuel John Forster (Politiker, 1841)
Samuel John Forster (Samuel John Forster, Sr.; * 20. August 1841 in Bathurst; † 15. Oktober 1906 in Las Palmas de Gran Canaria) war ein westafrikanischer Händler und Politiker in Britisch-Gambia.

## Leben
Forster war der Sohn eines freigeborenen Igbo-Händlers, der freiwillig aus dem Südosten Nigerias nach Freetown und dann weiter nach Bathurst ausgewandert war. Als wesleyanischer Methodist (entweder durch Geburt oder Konvertierung) arbeitete er als Angestellter in der Kommissariatsabteilung in Bathurst, bevor er zurücktrat, um sich auf den Handel zu konzentrieren. Er spezialisierte sich auf den Handel mit Reis und gelangte dank familiärer Verbindungen ins Landesinnere zu Wohlstand; 1875 war er einer der reichsten Männer in Bathurst. Später erweiterte er sein Geschäft, Mitte der 1880er Jahre importierte er als Kaufmann Kleidung und andere Waren aus Europa.
Forster engagierte sich erstmals 1870 in der Politik als Teil einer Deputation, die im Mai 1870 Gouverneur Arthur Edward Kennedy aufforderte, seinen Widerstand gegen die Abtretung Gambias zu erklären. Er war Mitglied der Gambia Native Association (GN Assocn), die sich 1875–76 gegen die Abtretung aussprach, ihre späteren Petitionen gegen die Regierung jedoch nicht unterstützte. Er wurde 1884 zum Friedensrichter ernannt; stellvertretender Sheriff im Jahr 1885; und wurde im Dezember 1886 als zweites afrikanisches Mitglied und als Gegenstück zum radikaleren Joseph D. Richards in den Legislativrat aufgenommen.
Als Administrator Gilbert Thomas Carter im Dezember 1888 den Legislativrat neu konstituierte, ließ er Richards fallen, behielt aber Forster, der auch den lukrativen Auftrag erhielt, die Regierung mit Proviant zu versorgen. Bei der indirekten „Wahl“ zum Rat, die Administrator Robert Baxter Llewelyn im August 1895 organisierte, erhielt Forster weniger Stimmen als Richards (und Henry Charles Goddard), wurde aber für eine weitere Amtszeit von fünf Jahren wiederernannt; Bei der zweiten „Wahl“ im November 1900 wurde er erneut von Richards überholt, aber erneut ernannt. Obwohl Forster die Regierungspolitik im Allgemeinen unterstützte, war er nicht unkritisch; 1894 lehnte er beispielsweise eine vorgeschlagene Gehaltserhöhung für Llewelyn ab. Er nutzte auch The Gambia Intelligencer, eine Zeitung, die er im Juli 1893 mitbegründete und herausgab, um die Regierung zu kritisieren, insbesondere im Hinblick auf ihr Vorgehen im Protektorat und ihr Versäumnis, Musa Molloh zu kontrollieren. Darüber hinaus verteidigte er mit Nachdruck die kommerziellen Interessen der Kaufleute und führte beispielsweise den Widerstand gegen die Zolltarifverordnung der Regierung von 1896 an.
Trotz zunehmender Gebrechlichkeit wurde Forster im November 1905 erneut von Gouverneur George Chardin Denton ernannt, konnte seine Amtszeit jedoch nicht beenden. Im Juni 1906 verließ er Bathurst und begab sich auf die Kanarischen Inseln, um zu versuchen, seine Gesundheit wiederherzustellen. Dort starb er jedoch am 15. Oktober 1906. Sein Sohn, Samuel John Forster Jr., ersetzte ihn im Rat.